# Notocirrhitus splendens
Notocirrhitus splendens és una espècie de peix pertanyent a la família dels cirrítids i l'única del gènere Notocirrhitus.

## Descripció
- Pot arribar a fer 20 cm de llargària màxima.[3][4]

## Hàbitat
És un peix marí, associat als esculls i de clima temperat.

## Distribució geogràfica
Es troba al Pacífic sud-occidental: Austràlia (incloent-hi l'illa Norfolk i l'illa de Lord Howe) i les illes Kermadec (Nova Zelanda).

## Observacions
És inofensiu per als humans.